# 시편 110편
시편 110편은 110번째 시편이다. 라틴어로는 Dixit Dominus(주님이 말씀하셨습니다)라고 한다. 왕의 시편과 메시아의 시편으로 간주된다. C. S. 로드는 이 시편을 왕의 대관식과 연관시킨다. 성경의 그리스어 칠십인역과 라틴어 불가타 번역에서 사용되는 약간 다른 번호 체계에서 이 시편은 시편 109편이다.
이 시편은 신격의 복수성과 왕, 제사장, 메시아로서의 예수님의 우월성에 대한 증거로 인용되기 때문에 기독교 신학의 초석이다. 이러한 이유로 시편 110편은 "신약에서 가장 자주 인용되거나 참조되는 시편"이다. 대조적으로 고전적인 유대 자료에서는 시편의 주제가 아브라함, 다윗 또는 유대인 메시아라고 말한다.
시편은 유대교, 가톨릭, 루터교, 성공회 및 기타 개신교 전례의 정규 부분을 형성한다. 이 시편은 만과기도에서 두드러지기 때문에 라틴어 본문은 음악에서 특별한 의미를 갖는다.

## 배경
시편의 첫 부분은 일반적으로 이스라엘의 포로 이전 시대, 때로는 완전히 가장 오래된 군주국에서 시작된다.

## 내용
1. 여호와께서 내 주께 선언하셨다. "내 오른편에 앉아 있어라. 내가 네 원수들을 네 발판으로 삼을 때
2. 여호와가 시온에서 너에게 권능의 왕장을 내려주리니, 네 원수들 가운데서 왕권을 행사하여라.
3. 네가 나던 날, 모태에서부터 네 젊음의 새벽녘에 너는 이미 거룩한 산에서 왕권을 받았다."
4. 여호와께서 한번 맹세하셨으니 취소하지 않으시리라. "너는 멜기세덱의 법통을 이은 영원한 사제이다."
5. 당신의 오른편에 주님 계시니 그 진노의 날에 뭇 왕들을 무찌르리라.
6. 뭇 나라를 재판하여 시체를 쌓고 넓고 먼 저 땅에서 머리들을 부수리라.
7. 그는 길가에서 시냇물을 마시고 머리를 쳐들리라.

### 히브리어 버전
| 절 | 내용                                                            |
| -- | --------------------------------------------------------------- |
| 1  | לְדָוִ֗ד מִ֫זְמ֥וֹר נְאֻ֚ם יְהֹוָ֨ה \| לַֽאדֹנִ֗י שֵׁ֥ב לִֽימִינִ֑י עַד־אָשִׁ֥ית אֹֽ֜יְבֶ֗יךָ הֲדֹ֣ם לְרַגְלֶֽיךָ |
| 2  | מַטֵּ֚ה עֻזְּךָ֗ יִשְׁלַ֣ח יְ֖הֹוָה מִצִיּ֑וֹן רְ֜דֵ֗ה בְּקֶ֣רֶב אֹֽיְבֶֽיךָ                          |
| 3  | עַמְּךָ֥ נְדָבֹת֘ בְּי֪וֹם חֵ֫ילֶ֥ךָ בְּהַדְרֵי־קֹ֖דֶשׁ מֵרֶ֣חֶם מִשְׁחָ֑ר לְ֜ךָ֗ טַ֣ל יַלְדֻתֶֽךָ              |
| 4  | שְׁבַּ֚ע יְהֹוָ֨ה \| וְלֹ֥֬א יִנָּחֵ֗ם אַתָּה־כֹהֵ֥ן לְעוֹלָ֑ם עַל־דִּ֜בְרָתִ֗י מַלְכִּי־צֶֽדֶק            |
| 5  | אֲדֹנָ֥י עַל־יְמִֽינְךָ֑ מָחַ֖ץ בְּיוֹם־אַפּ֣וֹ מְלָכִֽים                                |
| 6  | יָדִ֣ין בַּ֖גּוֹיִם מָלֵ֣א גְוִיּ֑וֹת מָ֥חַץ רֹ֜֗אשׁ עַל־אֶ֥רֶץ רַבָּֽה                         |
| 7  | מִנַּחַל בַּדֶּ֣רֶךְ יִשְׁתֶּ֑ה עַל־כֵּ֜֗ן יָרִ֥ים רֹֽאשׁ                                   |